# Sporisorium barberi
Sporisorium barberi är en svampart som först beskrevs av Mundk., och fick sitt nu gällande namn av Vánky 2003. Sporisorium barberi ingår i släktet Sporisorium och familjen Ustilaginaceae.   Inga underarter finns listade i Catalogue of Life.